# ガーディアン・メディア・グループ
ガーディアン・メディア・グループ（Guardian Media Group）はガーディアンなどで知られるイギリスのマスメディア企業である。1907年にマンチェスターガーディアン社として始まり、現在は非営利団体のスコット信託が所有している。

## 刊行物など
- ガーディアン　全国紙、日刊紙（日曜日を除く）
- オブザーバー　全国紙、日曜日のみ=ガーディアンの実質上の日曜版
- The Guardian Weekly　国際版の週間新聞

上記の他、地方新聞や放送局がある。